# الإعاقة في المكسيك
تؤثر الإعاقة في المكسيك على شريحة كبيرة من السكان، رغم تباين التقديرات بشأن نسب انتشارها. فوفقًا لتعداد عام 2000، بلغ عدد الأشخاص ذوي الإعاقة في البلاد نحو 1,795,000، أي ما يعادل 1.8% من إجمالي السكان.
إلا أن مذكرة قدمتها الحكومة المكسيكية إلى قمة منظمة الصحة العالمية عام 2005 أشارت إلى وجود قصور في منهجية التعداد، ما أدى إلى تقليل الأرقام الفعلية.
وفي دراسة بحثية نُشرت عام 2017، قُدّرت نسبة انتشار الإعاقة بنحو 6.0%، مع الإشارة إلى أن النسبة كانت أعلى بين السكان من أصولٍ أصلية، حيث بلغت 7.1%.
وفقًا لمعهد القياسات الصحية والتقييم، كانت الأسباب العشرة الأولى للإعاقة في المكسيك (حسب سنوات العيش مع الإعاقة أو YLDs) في عام 2017 (بدءًا من الأعلى): مرض السكري، واضطرابات الصداع، وآلام أسفل الظهر، واضطرابات حديثي الولادة، واضطرابات الاكتئاب، والعمى وضعف البصر، وفقدان السمع المرتبط بالعمر، واضطرابات الفم، واضطرابات القلق، واضطرابات الجهاز العضلي الهيكلي الأخرى.
الأشخاص ذوي الإعاقة أقل حظا في الحصول على عمل. 39.1% فقط من الأشخاص ذوي الإعاقة في المكسيك فوق سن 15 عامًا يعملون، مقارنة بـ 64.1% من المكسيكيين بشكل عام.